# Leon Sperling
Leon Sperling (* 7. August 1900 in Krakau; † zwischen 15. und 20. Dezember 1941 in Lemberg) war ein polnischer Fußballspieler, der für Cracovia spielte.

## Leben und Karriere
Leon Sperling wurde am 7. August 1900 in eine jüdische Familie in Krakau geboren, das damals noch ein Teil des Kaiserreichs Österreich-Ungarns war. Das Fußballspielen begann er mit 14 Jahren bei Jutrzenka Kraków, wo er von 1914 bis 1917 spielte. Danach wechselte er kurz zum Stadtrivalen Cracovia, kehrte jedoch ein Jahr später wieder zu seinem alten Verein zurück. Neben dem Fußball absolvierte er eine Banklehre. 1920 wechselte Sperling erneut und diesmal endgültig zu Cracovia, wo er bis zum Ende seiner Spielerkarriere verbleiben sollte. Dort eroberte er sich der nur 1,64 Meter große Stürmer schnell einen Stammplatz. Mit Cracovia konnte Sperling insgesamt drei Mal (1921, 1930, 1932) die polnische Fußballmeisterschaft gewinnen.
Sperling war auch Mitglied der polnischen Fußballnationalmannschaft und absolvierte für sie insgesamt 16 Spiele, in denen er zwei Tore schoss. Auch bei den Olympischen Sommerspielen 1924 in Paris vertrat er als Fußballspieler sein Heimatland. Zum polnischen Aufgebot gehörten damals unter anderem auch Spieler wie Henryk Reyman, Emil Görlitz oder Józef Kałuża. 1934 beendete er schließlich seine Karriere als aktiver Spieler. Insgesamt hatte er 381 Spiele für Cracovia absolviert, davon 84 Spiele ab 1927, dem Gründungsjahr der polnischen Fußballliga. Später ließ sich Sperling im ostpolnischen Lemberg nieder.
Im Laufe des Zweiten Weltkriegs wurde Lemberg von deutschen Truppen eingenommen. Sperling wurde wegen seiner jüdischen Herkunft im Ghetto Lemberg interniert und dort zwischen dem 15. und 20. Dezember 1941 von einem betrunkenen Aufseher erschossen.